# 促進中國現代化學術研究基金會
財團法人促進中國現代化學術研究基金會（全稱「中華民國財團法人促進中國現代化學術研究基金會，英語：Academic Foundation for Advancing Chinese Modernization，中国大陆媒体一般使用“台湾促进中国现代化学术研究基金会”）是中華民國的基金會，簡稱FPCM，1992年6月22日許可，1992年7月12日成立。
宗旨：「以『中國現代化』為目標、以『學術研究』為方法，希望與海內、海外、特別是大陸學者專家交換意見，建構兩岸和平發展的方向，研擬建立『中國現代化』的藍圖；以『國民、家庭、社會、教育、經濟、管理』等六個現代化，作為研究的內容」。

## 歷史
促進中國現代化學術研究基金會由前中華民國陸軍上將王昇與教育家梅可望先後聯名邀請孫震、梁尚勇、包德明、謝孟雄、張鏡湖、何景賢、陳毓鈞、陸民仁、朱炎、陳維昭、呂溪木、鄭丁旺、牟宗燦、王國明、劉炯朗、張俊彥、張京育、林清江等十餘位大學校長和教授成立董事會。

## 簡介
其運作包括舉辦兩岸學術研討會、邀請大陸學者專家來台參訪、出版書刊等。曾舉辦過的研討會包括1993年至2002年間一年一度、2005年、2007、2008、2009年共十四屆之中國現代化學術研討會。出版品有「現代化研究」專刊與「中國現代化研究」專書。2009年設立「漢青大陸研究獎學金獎勵辦法」，獎勵國內大陸研究相關系所之碩士研究生深入研究中國大陸與實務推展。